# Cook Inlet
Das Cook Inlet ist eine Bucht im Golf von Alaska, die die Kenai-Halbinsel vom Festland Alaskas trennt. Sie hat eine Länge von 310 km und verzweigt sich am nordöstlichen Ende bei Anchorage in Knik Arm und Turnagain Arm.
Der Turnagain Arm ist eine von nur etwa 60 Buchten weltweit, in der sich eine Gezeitenwelle bildet. Auf dem nordamerikanischen Kontinent kommt es nur in der Bay of Fundy zu einem größeren Tidenhub als den bis zu zehn Metern, die im Turnagain Arm erreicht werden. In der Bucht selbst kann der Tidenhub bis zu neun Meter betragen.
Die Bucht ist hydrologisches Einzugsgebiet für einen Bereich von etwa 100.000 km² östlich der Aleuten und südlich der Alaska Range und wird u. a. gespeist von den Flüssen Susitna und Matanuska. Auch das Schmelzwasser vom Denali fließt in die Bucht. Neben Anchorage gibt es mit Homer einen zweiten Ort mit Seehafen, den Passagierschiffe anlaufen. Der Hafen von Kenai dient nur der Erdölverschiffung.
An der Westseite der Bucht liegen die Chigmit Mountains mit dem 3108 m hohen Mount Redoubt, einem der aktivsten Vulkane Alaskas. 50 km weiter südlich steht der nur unwesentlich niedrigere Vulkan Mount Iliamna. Im Nordwesten liegen die Tordrillo Mountains mit dem Vulkan Mount Spurr.
Im Cook Inlet hat sich eine genetisch und geographisch isolierte Beluga-Population entwickelt, deren Bestand durch Umwelteinflüsse auf nur noch ca. 400 Tiere gesunken war. Seit 2000 sind Schutzmaßnahmen in Kraft.

## Geschichte
James Cook segelte im Jahr 1778 auf der Suche nach der Nordwestpassage als erster Europäer in die Bucht, die 1794 von George Vancouver nach ihm benannt wurde. Nachdem sich bereits der Knik Arm nur als Flussmündung und nicht als Zugang zur Nordwestpassage herausgestellt hatte, gab William Bligh dem Turnagain Arm seinen Namen, denn auch dieser Zweig der Bucht endet nur in einer Flussmündung und die Expedition musste erneut umkehren (= turn again).

## Zwischenfälle
- Am 27. Januar 1957 fing an einer Douglas C-124C Globemaster II der United States Air Force (USAF) (Luftfahrzeugkennzeichen 50-088) kurz nach dem Start von der Elmendorf Air Force Base (Alaska, USA) ein Triebwerk Feuer. Den Piloten gelang es nicht, zum Stützpunkt zurückzukehren. Stattdessen wurde eine Notlandung auf dem Eis des Cook Inlet durchgeführt, etwa 20 Meter vom Ufer entfernt. Das Flugzeug wurde irreparabel beschädigt. Alle 12 Insassen, Besatzungsmitglieder und Passagiere, überlebten den Unfall.[4]